# Indaiabira
Indaiabira is een gemeente in de Braziliaanse deelstaat Minas Gerais. De gemeente telt 7.748 inwoners (schatting 2009).

## Aangrenzende gemeenten
De gemeente grenst aan Berizal, Rio Pardo de Minas, São João do Paraíso, Taiobeiras en Vargem Grande do Rio Pardo.